# Uromyces junci
Uromyces junci är en svampart som beskrevs av Tul. & C. Tul. 1854. Uromyces junci ingår i släktet Uromyces och familjen Pucciniaceae.   Inga underarter finns listade i Catalogue of Life.